# Rogers Pass
Der Rogers Pass ist ein 1330 m hoher Gebirgspass in den Selkirk Mountains in der kanadischen Provinz British Columbia. Über ihn führt der Trans-Canada Highway, während die transkontinentale Eisenbahnstrecke der Canadian Pacific Railway (CPR) den Pass im Connaught-Tunnel und im Mount-Macdonald-Tunnel unterquert. Der Pass ist eine Abkürzung in einer großen Flussbiegung des Columbia River zwischen Revelstoke im Westen und Golden im Osten. Er wurde am 29. Mai 1881 durch Albert Bowman Rogers entdeckt, einem Geometer im Dienst der CPR. In Anerkennung der technischen Leistung beim Eisenbahnbau wurde der Pass am 27. Mai 1971, von der kanadischen Regierung, zur National Historic Site of Canada erklärt.

## Geographie
Der Pass liegt im Zentrum des Glacier-Nationalparks und ist Ausgangspunkt zahlreicher beliebter Skitouren und Bergsteigerrouten in den umliegenden Bergen. Hier befinden sich ein Besucherzentrum, einige Hotels sowie die Verwaltung des Nationalparks. Der Pass selbst ist ein schmales, von steilen Bergwänden begrenztes Hochtal. In Richtung Westen fließt der Illecillewaet River, in Richtung Osten der Beaver River. Beide sind Zuflüsse des Columbia River, der einen Umweg von 240 Kilometern nördlich des Passes und des Gebirgszuges macht.
Der Rogers Pass ist bekannt für starke Schneefälle; jeden Winter fallen hier etwa zehn Meter Schnee. Wegen der steilen Berghänge sind Lawinen sehr häufig.

## Entdeckung
Als während der 1870er Jahre der kanadische Staat die Canadian Pacific Railway plante, sollte die zunächst vorgeschlagene Route über den weiter nördlich gelegenen Yellowhead Pass führen. Als der Bahnbau 1881 an eine private Gesellschaft übertragen wurde, wählte man stattdessen den Kicking Horse Pass an der Grenze zu Alberta als Übergang an der kontinentalen Wasserscheide. Doch noch immer musste ein Weg durch die bis jetzt unerforschten Selkirk Mountains gefunden werden.
Major Albert Bowman Rogers wurde von CPR im April 1881 beauftragt, einen Passübergang zu finden. Man versprach ihm einen Scheck über 5000 $, außerdem sollte der Pass nach ihm benannt werden. Der Ingenieur Walter Moberly hatte zuvor etwas weiter im Westen den Eagle Pass entdeckt. Den Vermutungen von Moberly vertrauend, begann Rogers seine Expedition an jenem Punkt, wo heute die Stadt Revelstoke liegt.
Rogers und seine Expeditionsbegleiter folgten dem Illecillewaet River. Da ihnen die Lebensmittel ausgingen, kehrten sie kurz vor der Passhöhe um. Die zweite Expedition im Jahr 1882 führte von Osten her durch das Tal des Beaver River. Rogers erreichte einen Punkt, von wo aus er die Stelle sehen konnte, bei der er im letzten Jahr hatte umkehren müssen. Nun war er sicher, einen geeigneten Übergang für die Eisenbahn gefunden zu haben, die sich zu diesem Zeitpunkt bereits in einem weit fortgeschrittenen Baustadium befand. Die CPR hielt sich an das Versprechen, taufte den Übergang "Rogers Pass" und überreichte den Scheck. Rogers weigerte sich zunächst aber, den Scheck einzulösen, rahmte diesen stattdessen ein und sagte, er habe dies nicht für Geld, sondern für Ruhm getan. Schließlich konnte CPR-Manager William Cornelius Van Horne ihn zur Einlösung bewegen, als er eine gravierte Uhr drauflegte.

## Canadian Pacific Railway

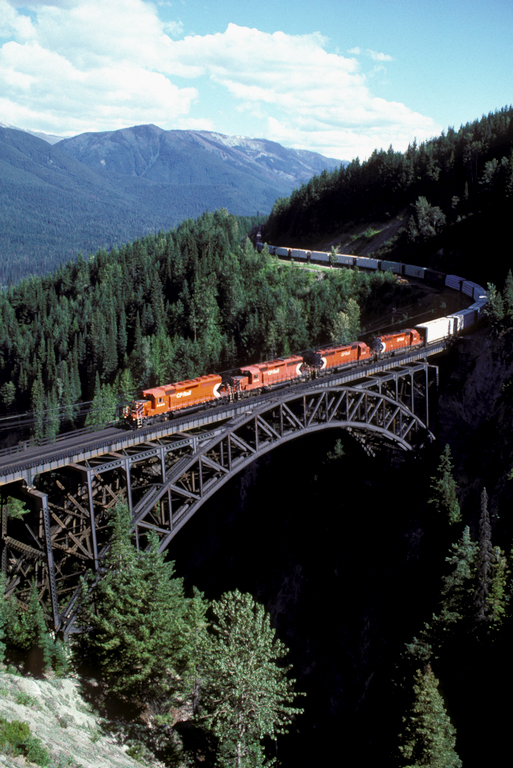
Ein in Richtung Osten fahrender Güterzug auf der Stoney Creek Bridge

Als 1884 die Eisenbahn über den Pass gebaut wurde, war im östlichen Tal die Errichtung einiger der größten Brücken der gesamten Strecke notwendig, darunter die oft fotografierte Stoney Creek Bridge. Auf der Westseite baute man eine Reihe von Schlaufen, um die größten Steigungen und die gefährlichsten Lawinenzonen zu umgehen. Nach Vollendung der Strecke im November 1885 wurde diese im darauf folgenden Winter vorerst geschlossen, um die Lawinen zu beobachten. Gestützt auf diese Beobachtungen errichtete man 31 Lawinenschutzgalerien mit einer Gesamtlänge von 6,5 Kilometern.
Trotz aller Vorsichtsmaßnahmen ereigneten sich dennoch einige tragische Lawinenunglücke. 1899 kamen beispielsweise acht Personen ums Leben, als eine Lawine den Bahnhof auf der Passhöhe zerstörte. 1910 war eine Mannschaft mit einem Schneepflug unterwegs, um die soeben verschüttete Strecke zu räumen, als sich eine zweite Lawine löste; bei diesem Eisenbahnunfall vom Rogers Pass starben 62 Menschen. Die CPR entschloss sich daraufhin zum Bau des 8,1 Kilometer langen Connaught-Tunnels unter den Rogers Pass hindurch, um die gefährliche Zone umgehen zu können. Der 1916 eröffnete Tunnel war damals der längste in Nordamerika. Dieser wurde 1988 durch den 14,7 Kilometer langen Mount-Macdonald-Tunnel ergänzt. CPR-intern wird der Abschnitt zwischen Field und Revelstoke als Mountain Subdivision bezeichnet.

## Trans-Canada Highway
Die Hauptstraße zwischen Revelstoke und Golden führte entlang des Columbia Rivers und machte dabei den großen Umweg über den „big bend“ weit nördlich des Rogers Pass. Zwischen 1956 und 1962 wurde der Highway 1 über den Pass gebaut, um die Route abzukürzen. Eine Reihe von Lawinenschutzgalerien und Erddämmen schützen diese Autobahn vor den Lawinen. Um den Trans-Canada Highway im Winter offen halten zu können und die Gefahr für den Straßenverkehr zu beseitigen, löst zusätzlich die kanadische Armee auf Anforderung durch Parks Canada jeden Winter zwischen November und April mit 105-mm-Haubitzen kontrollierte Lawinenabgänge aus (Operation Palaci).